# Гімн Вірменії
Державним гімном Вірменії є пісня «Мер Айренік» («Наша Батьківщина»), автор музики — Барсег Каначян, слів — Мікаел Налбандян. В основу гімну був покладений гімн Вірменської демократичної республіки, але зі зміненими словами. Дата прийняття — 1 липня 1991 року.

## Буквальний до Гімну
Наша Батьківщина

## Текст гімну
| Մեր Հայրենիք, ազատ, անկախ Որ ապրէլ է դարէ դար Իւր որդիքը արդ կանչում է Ազատ, անկախ Հայաստան: Ահա՝ եղբայր, քեզ մի դրօշ, Որ իմ ձեռքով գործեցի Գիշերները ես քուն չեղայ, Արտասուքով լուացի: Նայիր նրան երեք գոյնով, Նուիրական մէր նշան, Թող փողփողի թշնամու դէմ, Թող միշտ պանծայ Հայաստան: Ամենայն տեղ մահը մի է Մարդ մի անգամ պիտ՚ մեռնի, Բայց երանի՚ որ իւր ազգի Ազատութեան կը զոհուի: | Батьківщино наша, вільна й незалежна, Що віками жила, Своїх синів вона нині скликає У вільну, незалежну Вірменію. Це, брате, прапор для тебе, Я зробив його власними руками Ночами не спав, Зі слізьми я прав його. Поглянь на нього — три кольори Це дарований нам символ. Хай він сяє проти ворогів. Хай Вірменія завжди буде у славі. Скрізь смерть одна, Людина вмирає лише раз, Та блаженний той, хто гине За волю свого народу. |

## Слухати
- Гімн Вірменії у виконанні оркестру ВМС США